# Transport d'animaux

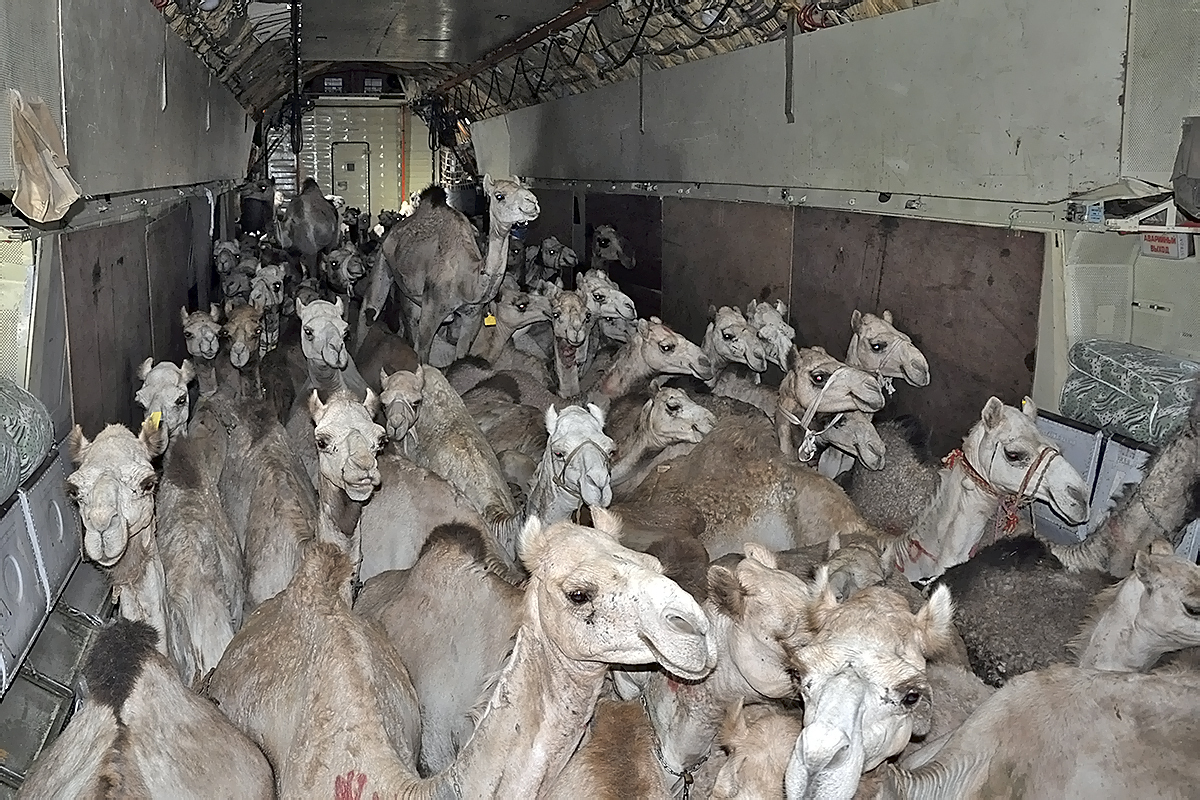
Transport de dromadaires dans un Iliouchine Il-76 TD (2013).

Le transport d'animaux est une activité économique réglementée, dans chaque pays et au niveau international. Elle a contribué, et continue de le faire, à la diffusion d'épidémies zoonotiques et à la diffusion involontaire dans le monde d'espèces invasives (transportées avec les marchandises ou dans les ballasts de navires notamment). Avec la reconnaissance du caractère d'être sensible aux animaux évolués et le développement de l'éthique animale, le sujet du bien être animal dans les transports prend une place croissante dans le débat public et dans la législation.

## Histoire

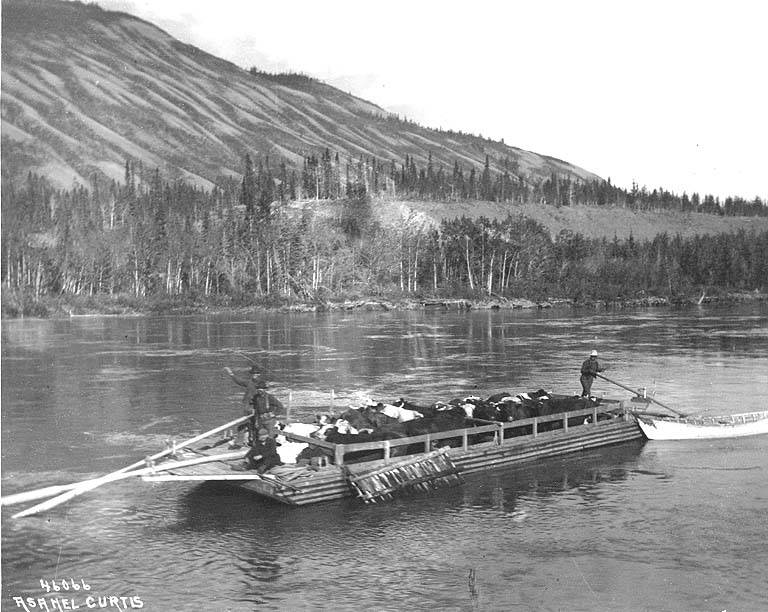
Transport de vaches sur la rivière Yukon, à destination de Dawson (1898).

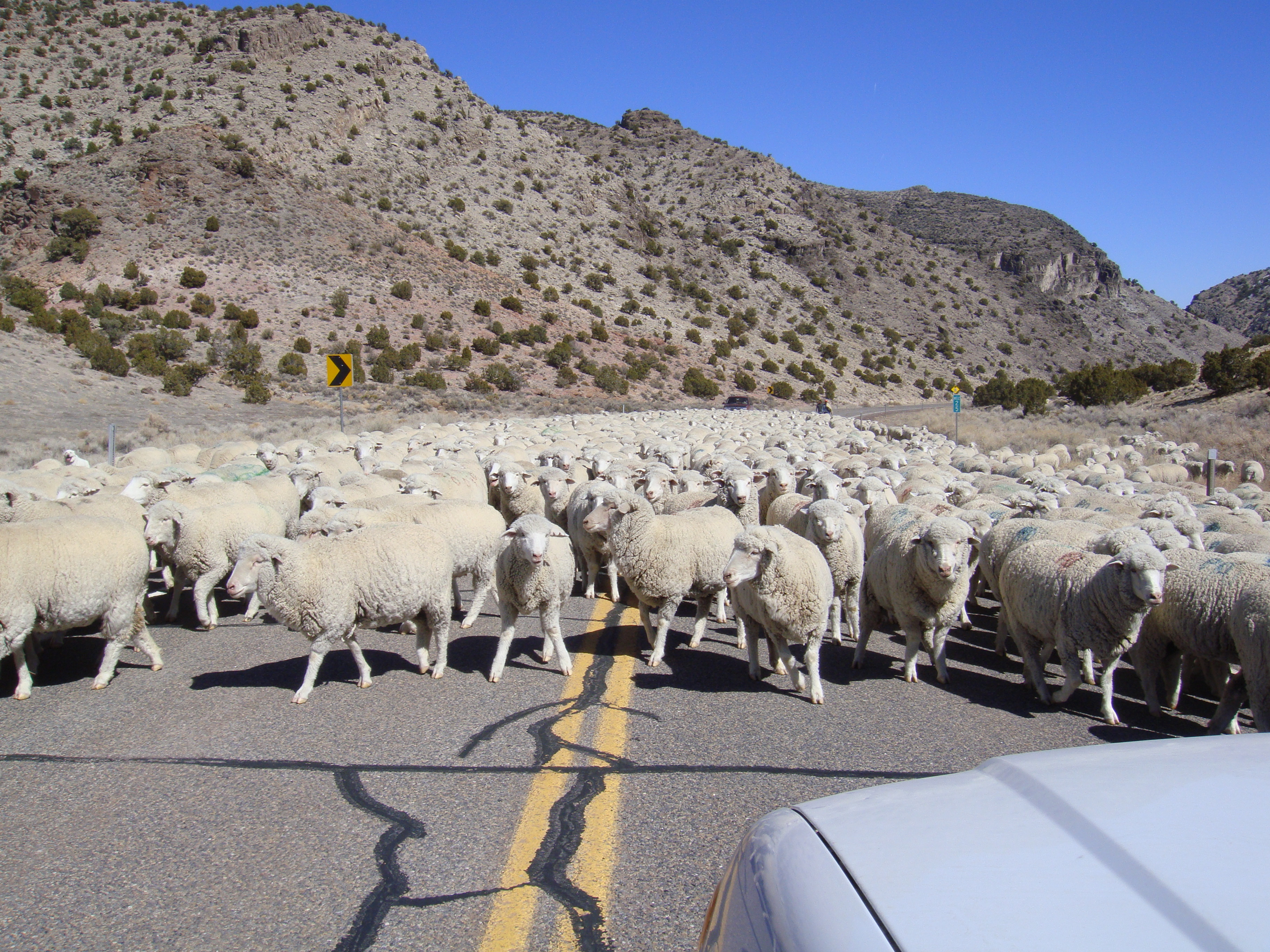
Déplacement de moutons sur la route dans l'Utah.

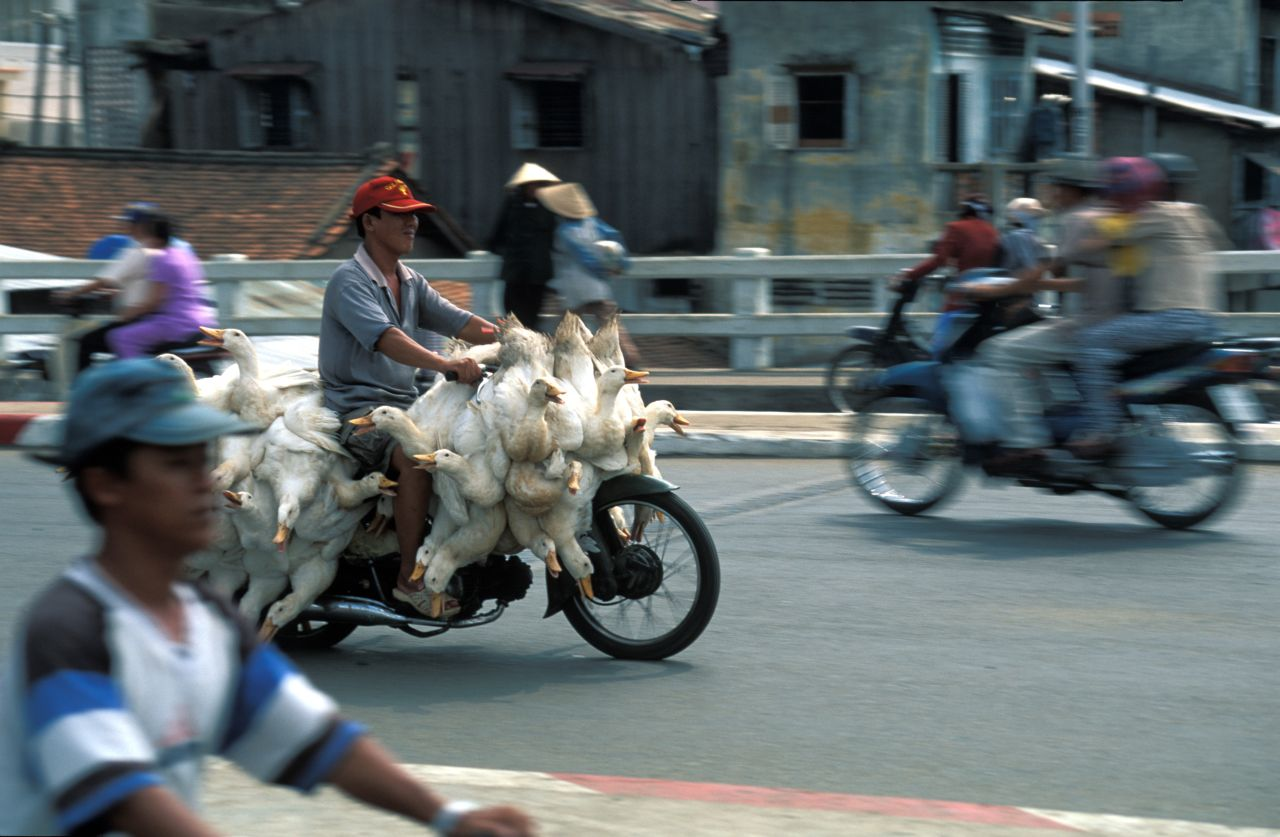
Transport de volaille en moto à Ho Chi Minh City, au Vietnam.

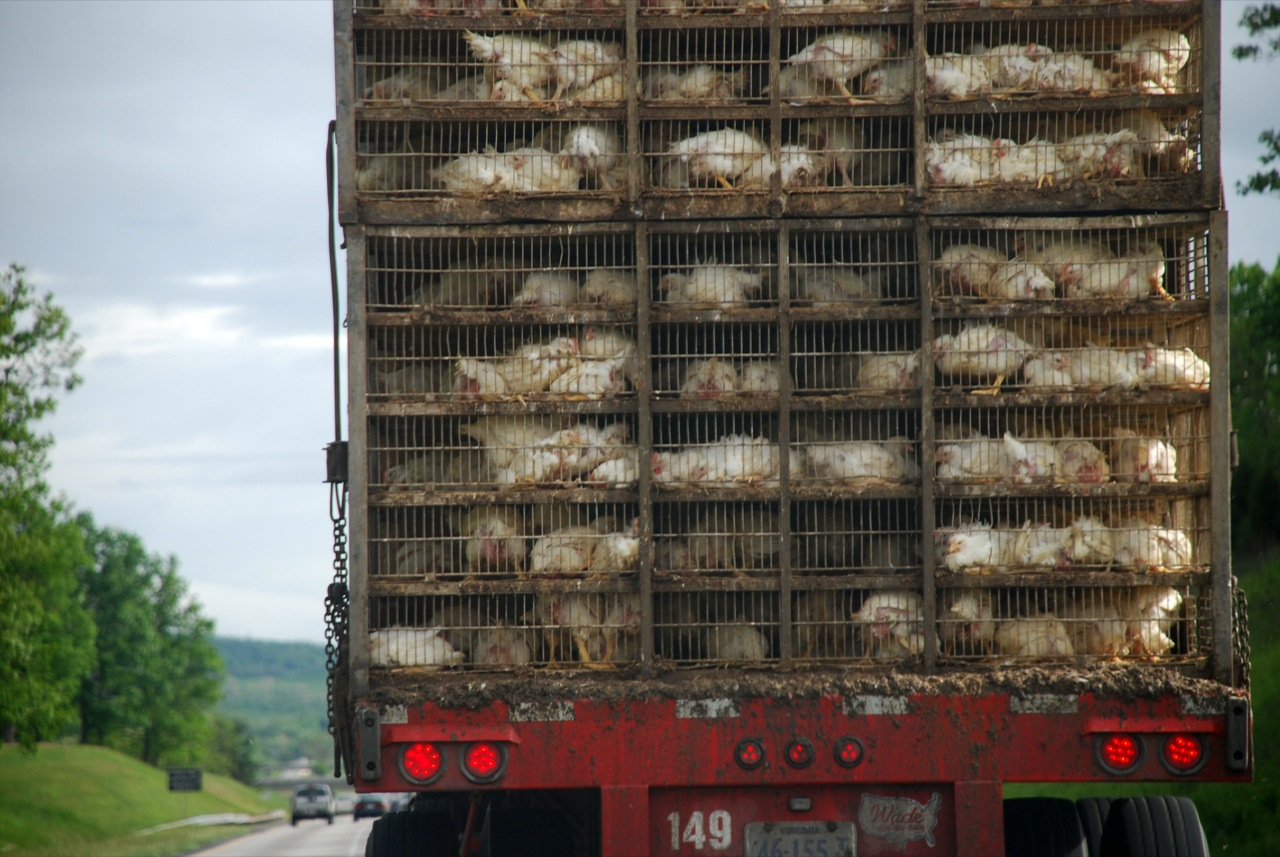
Transport de poulets en cages, par camion, probablement vers l'abattoir.

Durant toute la Préhistoire et la majeure partie de l'histoire de l'humanité, des hommes se sont déplacés avec des graines, du bétail, des volailles, des poissons parfois, et des animaux domestiques (chiens, chats).
Les déplacements étaient saisonniers (pâturage d'estive ou d'hiver), de conduite au marché ou pour le troc, accompagnés par des bergers, vachers, puis cow-boys…
Le plus souvent Les distances ne dépassaient pas quelques kilomètres, mais parfois bien plus longs. Les fleuves étaient d'abord traversé à gué ou à la nage, mais dans les archipels des bateaux sont utilisés depuis l'Antiquité. Des volailles et autres animaux étaient aussi embarqués dans les grands voyages d'exploration.
Dans l'Antiquité, des animaux sauvages sont transportés vers les arènes romaines. Au Moyen Âge, des animaux sauvages, parfois exotiques et/ou dangereux, sont transportés vers les parcs animaliers, puis vers les premiers zoos, par exemple par la Compagnie des Indes au XVIIIe siècle.
À partir du XVIIe siècle les navires et plus encore avec la marine à vapeur, le transport maritime du bétail devient plus facile bien qu'avec des mortalités importantes sur les longues distances. À partir du XIXe siècle, les péniches et les chemins de fer accroissent encore ces déplacements et une subdivision de la filière viande/lait (naisseurs, engraisseurs, abattoirs, transformateurs, emballeurs, transporteurs…
Le wagon réfrigéré (breveté en 1867) signe l'arrêt d'une grande partie du transport de bétail vivant et permet l'explosion du marché de la viande transformée.
Au XXe siècle, c'est le transport de bétail vivant par camion qui devient le plus rentable pour transporter les animaux du naisseur vers l'engraisseur puis vers les enchères, les foires agricoles, les marchés et abattoirs.
Hormis pour le poussin d'un jour, des concours hippiques, il est exceptionnel de transporter de grands animaux par avion, navire ou train.

## Transport des animaux en Europe

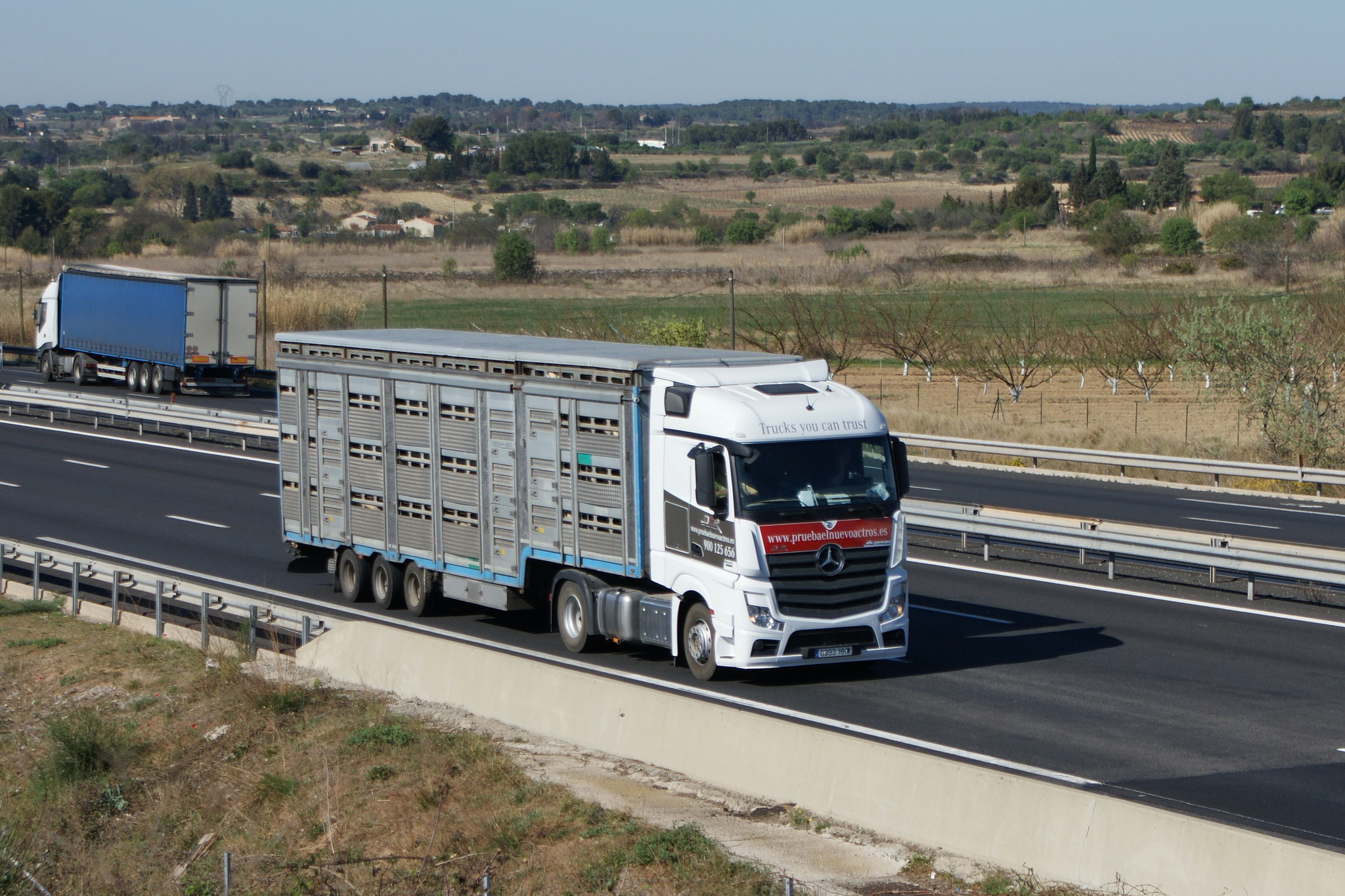
Une bétaillère sur une route d'Europe (2012).

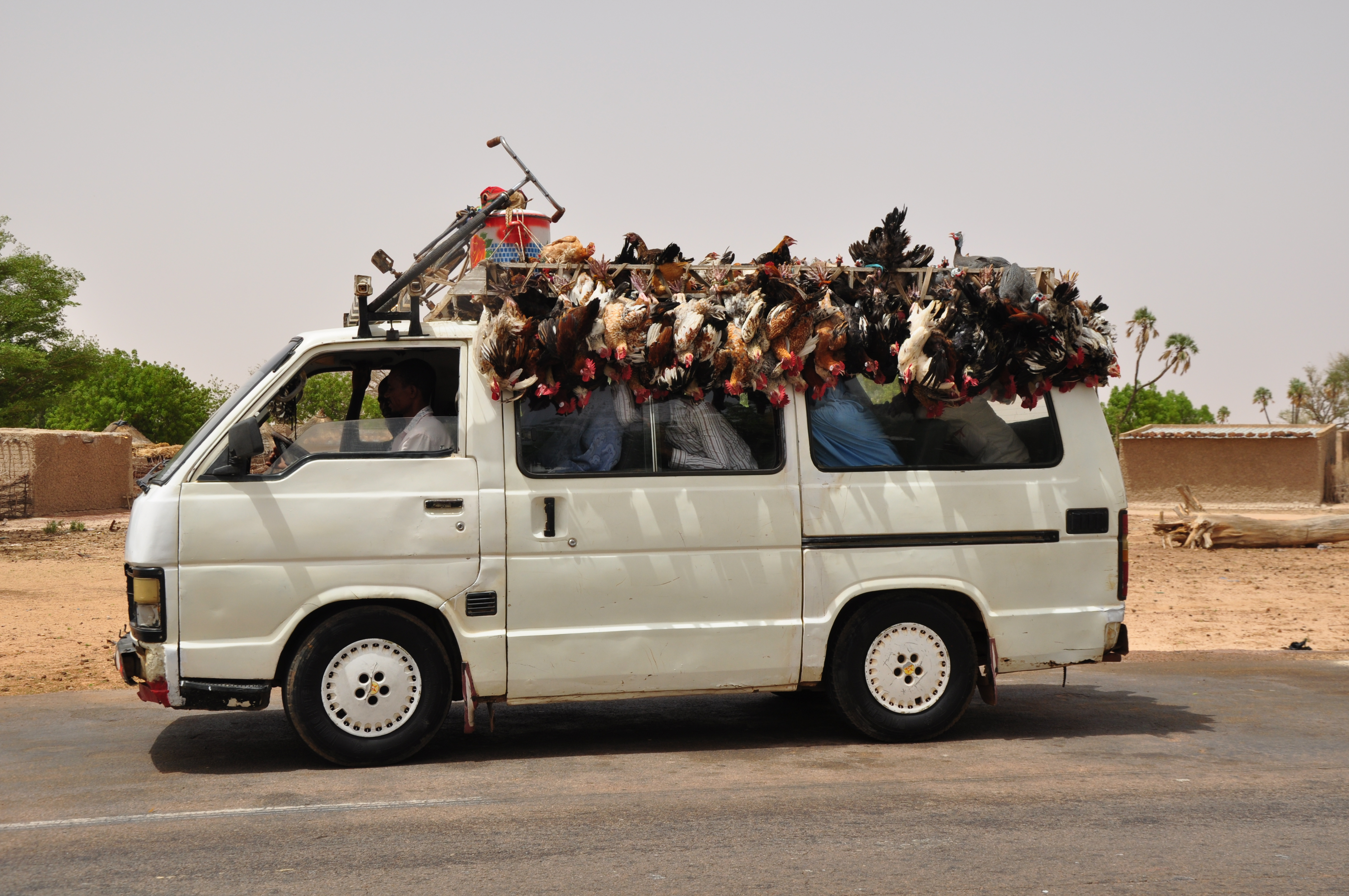
Transport des poules au Niger.

Le 13 décembre 1968 fut signée à Paris la Convention européenne sur la protection des animaux en transport international, qui réglemente le transport des animaux domestiques. La CITES gère les droits de détention des animaux sauvages.
Le 22 décembre 2004, l'Union européenne a effectué une refonte totale des règles en matière de bien-être des animaux pendant leur transport. Dans cette nouvelle réglementation, elle identifie tous les intervenants et leurs responsabilités respectives, elle renforce les mesures de surveillance et prévoit des règles plus strictes pour les longs trajets et les véhicules utilisés.
Au début des années 2020, plus de 1,6 milliard d'animaux sont transportés chaque année au sein de l'Union européenne et à travers ses frontières. L'Union européenne a également mis en place un système appelé TRACES (Trade Control and Expert System) qui assure la traçabilité et le contrôle de l'ensemble des produits d'origine animale et des animaux vivants lors de leurs mouvements et importations en Europe. En décembre 2023, la Commission européenne a annoncé deux propositions législatives visant, 1) à renforcer la traçabilité et les contrôles dans la vente et l'importation des animaux domestiques (des flux en hausse dans l'Union européenne) ; et 2) à améliorer le sort des animaux transporté (en raccourcissant les durées, en leur donnant plus d'espaces et en limitant les températures extrêmes).
Néanmoins, certaines organisations de protection des animaux, notamment la protection mondiale des animaux de ferme (PMAF), dénoncent les conditions de transports des animaux sur de longues distances, parfois d'un pays à un autre pour des raisons économiques, pour être engraissés ou abattus.
La Suisse a interdit le transit routier sur son territoire d'animaux de boucherie vivants en provenance d'Europe, en raison des lois plus contraignantes en la matière qu'elle a édictées.
En 2024 (14 mai), le parlement britannique a voté un projet de loi interdisant le transport de tous les animaux vivants en dehors du pays (à des fins d'abattage ou d'engraissage) ; et l'Australie annonce une interdiction pour 2028,. La commission européenne est également sollicitée pour une interdiction à échelle européenne ou pour des restrictions plus fortes, par certains acteurs.